# Cantonul Ardentes
Cantonul Ardentes este un canton din arondismentul Châteauroux, departamentul Indre, regiunea Centru, Franța.

## Comune
- Ardentes (reședință)
- Arthon
- Buxières-d'Aillac
- Diors
- Étrechet
- Jeu-les-Bois
- Luant
- Mâron
- La Pérouille
- Le Poinçonnet
- Sassierges-Saint-Germain
- Velles